# Lawinenkatastrophe vom 13. Dezember 1916
1915

1. Isonzo – 2. Isonzo – Erste Dolomitenoffensive – Zweite Dolomitenoffensive – 3. Isonzo – 4. Isonzo – Lavarone (1915–1916)
1916

5. Isonzo – Südtiroloffensive – 6. Isonzo (Doberdo) – 7. Isonzo – 8. Isonzo – 9. Isonzo – 
Lawinenkatastrophe
1917

10. Isonzo – Ortigara – 11. Isonzo – 12. Isonzo – Pozzuolo – Monte Grappa
1918

Piave – San Matteo – Vittorio Veneto

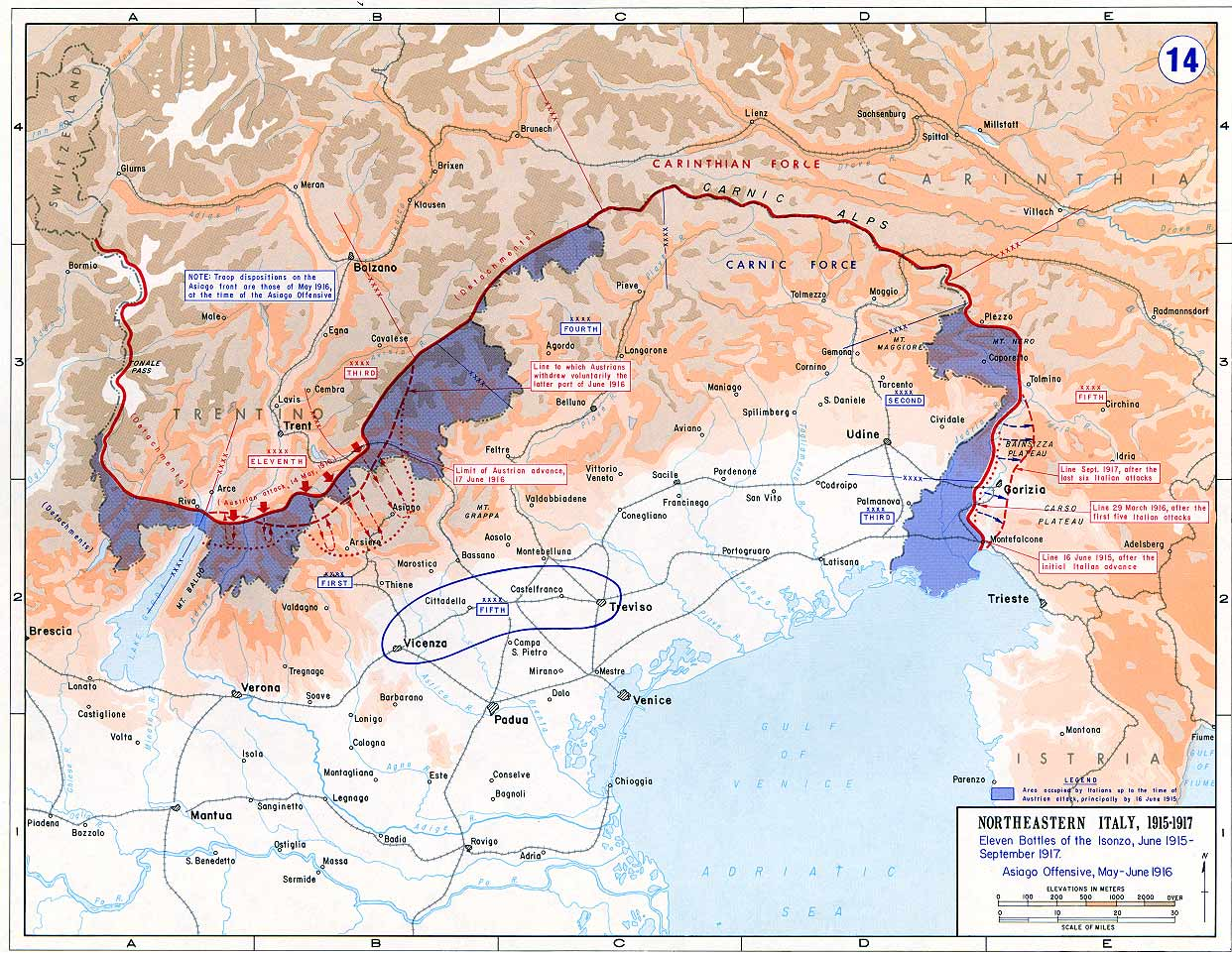
Die italienische Front 1915–1917: italienische Eroberungen (blau)

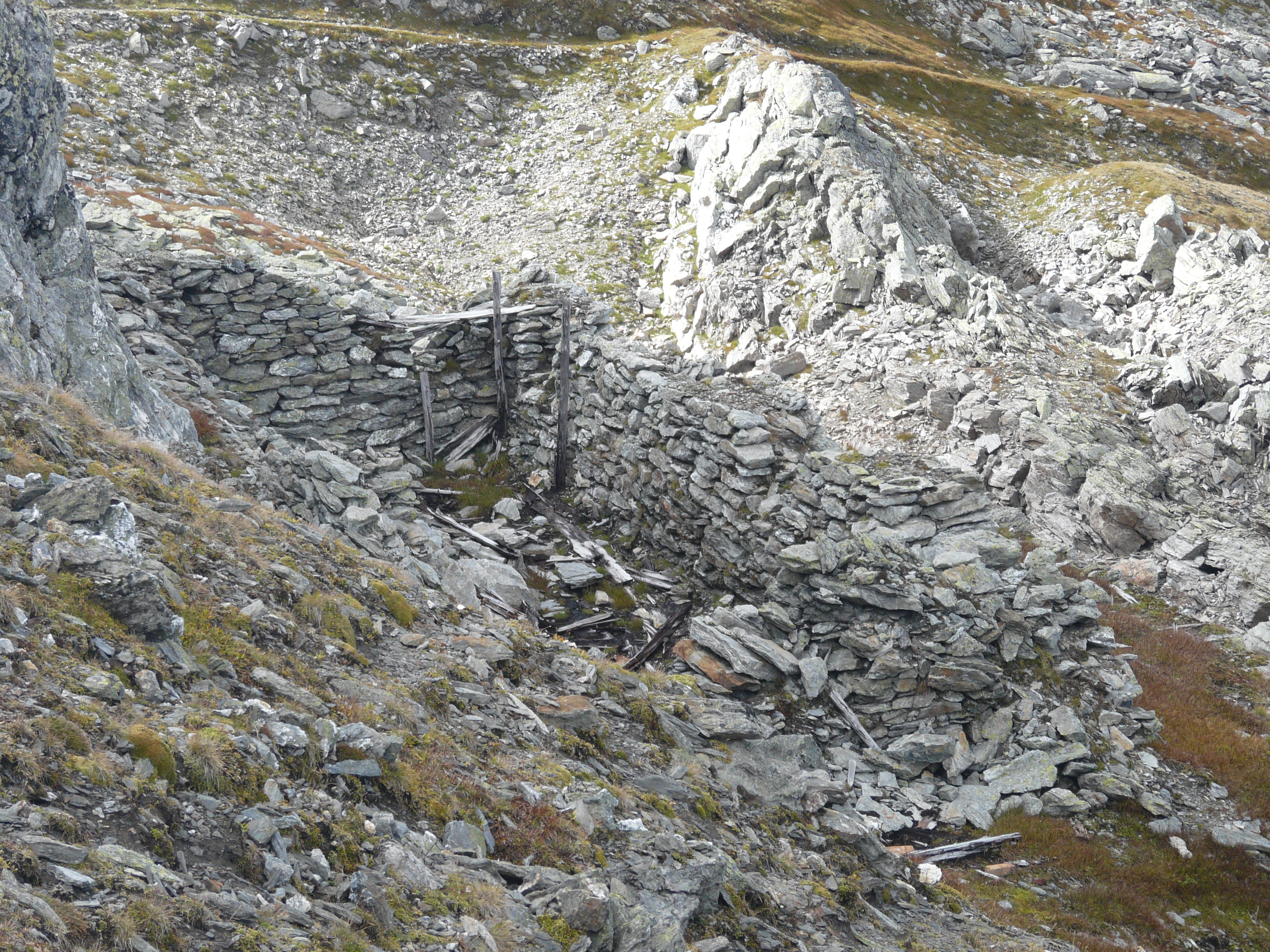
Verfallener Stellungsbau auf der Kammlinie der Karnischen Alpen

Bei der Lawinenkatastrophe vom 13. Dezember 1916 starben während des Gebirgskrieges im Ersten Weltkrieg in den Südalpen (Trentino-Südtirol) mehrere Tausend Soldaten infolge dutzender Lawinenabgänge. Klimaforscher und Historiker der Universität Bern haben 2016 die Ereignisse aufgearbeitet und stufen sie zusammengefasst als eine der schlimmsten wetterbedingten Katastrophen in Europa ein.

## Kriegerische Ausgangslage
Die Heere von Österreich-Ungarn und des Königreichs Italien kämpften während des Ersten Weltkriegs in den Südalpen erbittert gegeneinander. Die Front des Gebirgskrieges verlief zwischen 1915 und 1917 vom Stilfser Joch an der Schweizer Grenze über den Ortler und den Adamello zum nördlichen Gardasee. Östlich der Etsch dann über den Pasubio und weiter auf die Sieben Gemeinden.
Tausende Soldaten beider Seiten verschanzten sich in Stellungen im Hochgebirge. Besondere Gefahren drohten den Soldaten durch Naturgewalten. An manchen Frontabschnitten kamen mehr Soldaten durch Lawinen, Felsstürze und Unfälle ums Leben als durch feindlichen Beschuss.

## Meteorologische Ausgangslage
Im Dezember 1916 fiel während neun Tagen in den Südalpen fast ununterbrochen Schnee. Auslöser war eine „blockierte“ atmosphärische Zirkulation, das sogenannte „Negative Ostatlantik-/Westrussland-Muster“ (ein Hochdruckrücken über Westrussland und ein Tiefdruckgebiet über Westeuropa). In den südlichen Alpen führt es oft zu Starkniederschlägen und ungewöhnlich hohen Temperaturen im Mittelmeerraum. Durch das Zirkulationsmuster steigt außerdem die Wassertemperatur des Mittelmeers. Dieses ist wiederum die Hauptquelle von Wasserdampf für die südlichen Alpen. Im Winter 1916/17 wurde die zwei- bis dreifache Schneemenge der zwischen 1931 und 1960 erhobenen Maximalwerte gemessen.

## 13. Dezember 1916

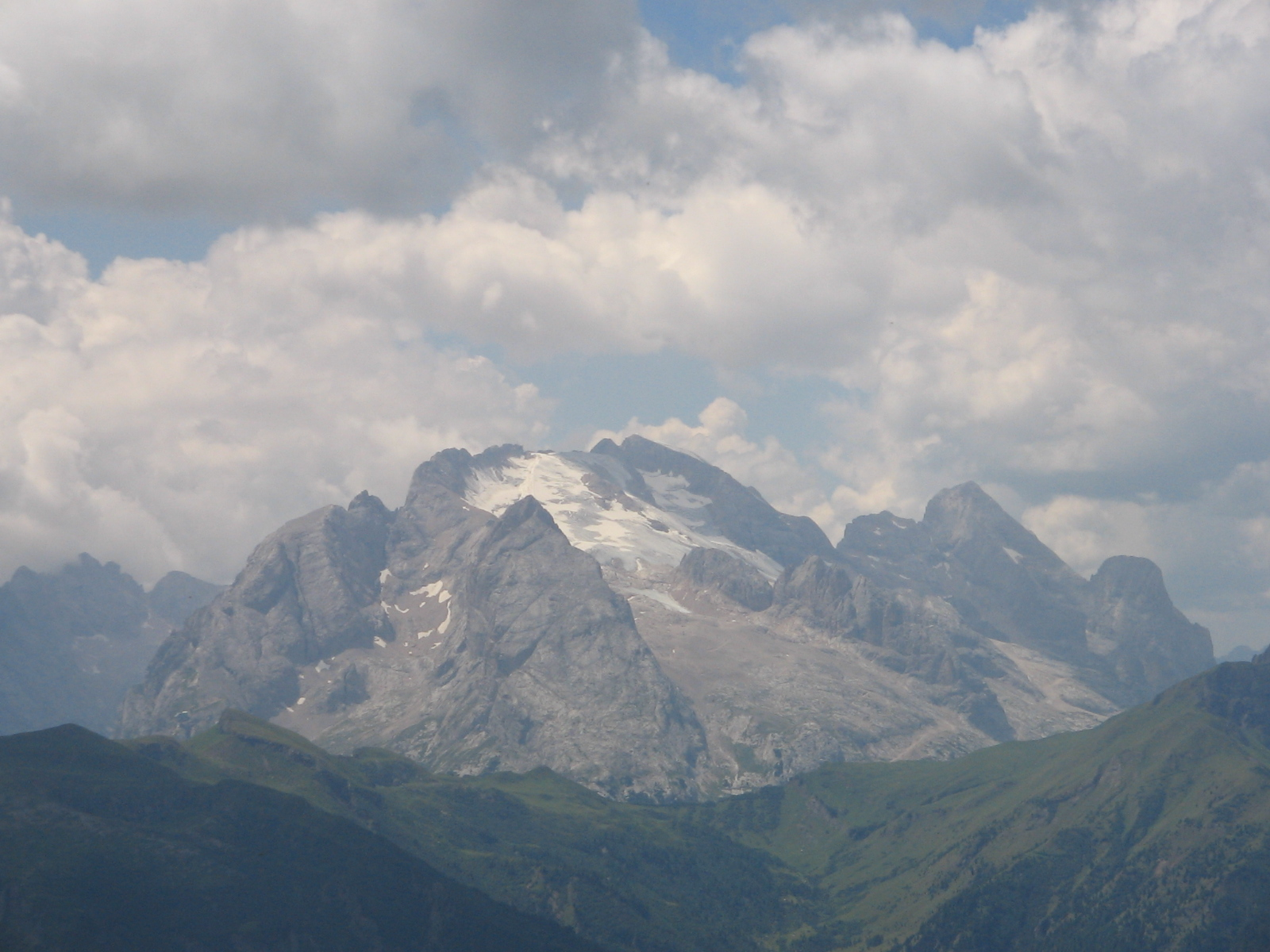
Marmolada

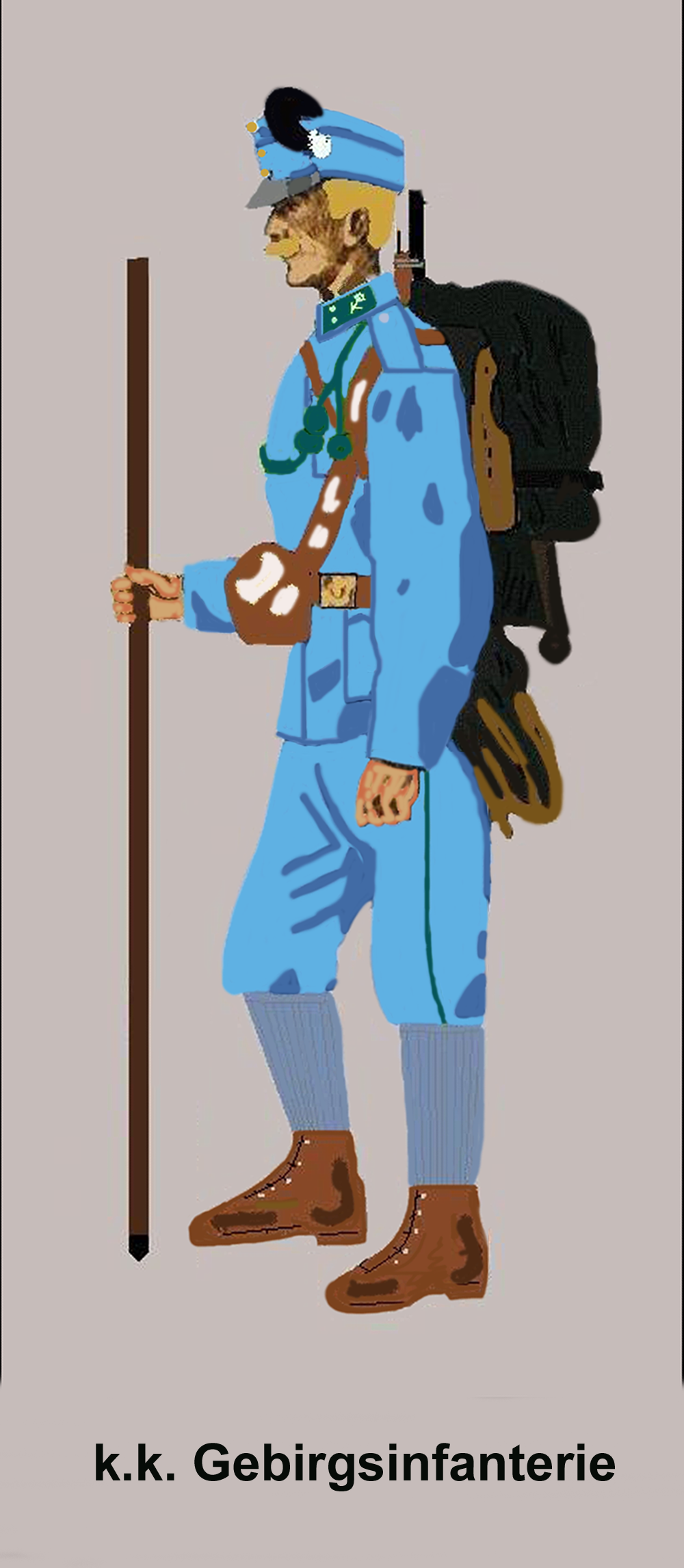
Landesschütze in Gebirgsadjustierung nach 1908

Am 13. Dezember 1916, nach neun Tagen mit Schneefall, erreichte die Schneedecke an der alpinen Kriegsfront ein kritisches Gewicht. Ein Wetterumschwung führte zudem warme und feuchte Luftmassen aus dem Mittelmeerraum in die Südalpen und ließ die Schneefallgrenze rasch steigen. Auch in höheren Lagen begann es zu regnen. Die weißen Massen wurden noch dichter und schwerer. In der Folge gingen Dutzende von riesigen Lawinen in der ganzen Region nieder, auch an Orten, die bisher eigentlich als sicher gegolten hatten. Ganze Kompanien wurden verschüttet. Nach neuesten Schätzungen fielen an diesem Tag bis zu 5000 Soldaten den Lawinen zum Opfer. Das erste Bataillon des Kaiserschützenregiments Nr. III zum Beispiel hatte an diesem Tag 230 Tote zu beklagen, und an der Marmolada, dem höchsten Berg der Dolomiten, riss eine einzige Lawine zwischen 270 und 332 Männer in den Tod. In den letzten Jahren gaben die abschmelzenden Gletscher Leichen und Fundstücke frei.
Die katastrophalen Lawinenniedergänge vom 13. Dezember 1916 gelten heute als eines der verheerendsten bekannten Unwetterereignisse der europäischen Geschichte. Trotz ihres Ausmaßes blieb die Katastrophe, nicht zuletzt aus Gründen der militärischen Geheimhaltung, weitgehend unbekannt. Obwohl der 13. Dezember 1916 auf einen Mittwoch fiel, wird aus unbekannten Gründen, vor allem in Publikationen aus dem angelsächsischen Raum, die Katastrophe als „Weißer Freitag“ betitelt.  In Italien wird in Anlehnung an das auf den 13. Dezember fallende Luciafest in diesem Zusammenhang dagegen vom „Schwarzen Luciafest“ (La Santa Lucia Nera) gesprochen.

## Wissenschaftliche Aufarbeitung
Zum 100. Jahrestag der Katastrophe rekonstruierten Klimatologen und Historiker der Universität Bern das damalige Extremwetter. Durch die historischen Dokumente und Tagebücher von Zeitzeugen sowie die wenigen vorhandenen Messdaten waren die Ereignisse im Einzelfall bereits gut dokumentiert und nachvollziehbar. Es musste jedoch überprüft werden, ob die Zeitzeugen das richtig wahrgenommen oder vielleicht bei der Berichterstattung ins Tal übertrieben hatten. Die Forscher untersuchten die Ursachen und Auswirkungen jener fürchterlichen Lawinenniedergänge mittels Klimarekonstruktion und historischer Analysen. Anhand dieser Untersuchungen stellten sie fest, dass die Soldaten bei der Schilderung der Ereignisse keineswegs übertrieben hatten. Die Kommandanten vor Ort schätzten die Gefahr für ihre Truppen richtig ein und versuchten teils den Rückzug anzuordnen, was ihnen allerdings nicht immer gestattet wurde. Die Offiziere im Tal konnten sich die Situation aus der sicheren Distanz gar nicht richtig vorstellen und gaben diesen Rückzugsgesuchen nicht immer statt.
Die Erkenntnisse über die Ereignisse von 1916 können auch zur Analyse gegenwärtiger und künftiger meteorologischer Extremsituationen beitragen.